# Districtul Larne
Larne (irlandeză Latharna) este un district în Irlanda de Nord. Din punct de vedere administrativ, Larne este un district al Irlandei de Nord. 